# Nick Broomfield
Nicholas Broomfield (Londra, 30 gennaio 1948) è un regista britannico.
È noto soprattutto per essere l'autore del documentario Kurt & Courtney, dedicato alla vita di Kurt Cobain e Courtney Love.

## Filmografia parziale
- Who Cares? (1971)
- Proud to be British (1973)
- Juvenile Liaison (1975)
- Behind the Rent Strike (1979)
- Whittingham (1980)
- Fort Augustus (1981)
- Soldier Girls (1981)
- Tatooed Tears (1982)
- Chicken Ranch (1983)
- Lily Tomlin (1986)
- Driving me Crazy (1988)
- Diamond Skulls (1989)
- The Leader, His Driver and the Driver's Wife (1991)
- Aileen Wuornos: The Selling of a Serial Killer (1992)
- Monster in a Box (1992)
- Tracking Down Maggie (1994)
- Heidi Fleiss: Hollywood Madam (1995)
- Fetishes (1996)
- Kurt & Courtney (1998)
- Biggie & Tupac (2002)
- Aileen: Life and Death of a Serial Killer (2003)
- His Big White Self (2006)
- Ghosts (2006)
- Il massacro di Haditha (Battle for Haditha) (2007)
- Whitney (2017)
- Marianne & Leonard: Words of Love (2019)